# Ramię zstępujące pętli nefronu

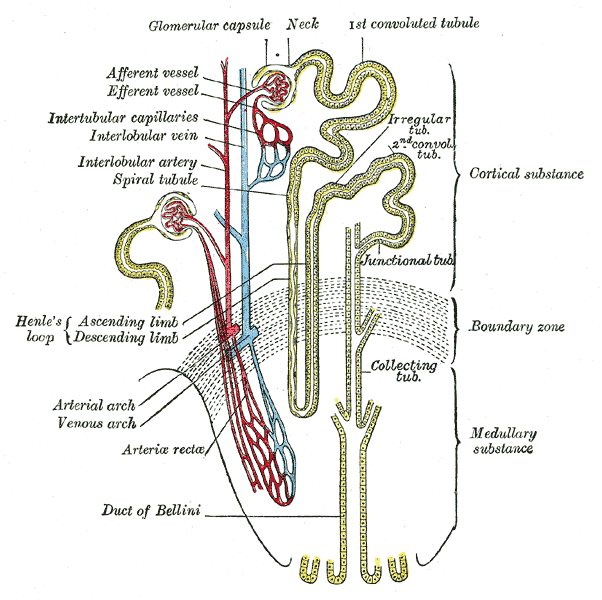
Schemat budowy nefronu z widocznym ramieniem zstępującym pętli nefronu (Henle' loop (Descending limb))

Ramię zstępujące pętli nefronu – pierwszy odcinek pętli nefronu, będącej fragmentem kanalika nerkowego. Nabłonek, z którego jest zbudowane, jest przepuszczalny dla wody (która ulega resorpcji drogą osmozy), umiarkowanie przepuszczalny dla mocznika oraz nieprzepuszczalny dla jonów. Ramię zstępujące znajduje się między kanalikiem proksymalnym a cienkim ramieniem wstępującym pętli nefronu.